# بانک نیوزیلند
بانک نیوزیلند (انگلیسی: Bank of New Zealand) شرکت خدمات مالی و بانکداری نیوزیلندی است، که در سال ۱۸۶۱ تأسیس شد.